# إي. دبليو. كينيون
إي. دبليو. كينيون (بالإنجليزية: E. W. Kenyon)‏ هو كاتب أمريكي، ولد في 24 أبريل 1867 في نيويورك في الولايات المتحدة، وتوفي في 19 مارس 1948.